# Гріс-ам-Бреннер
Гріс-ам-Бреннер (нім. Gries am Brenner) —  громада округу Інсбрук-Ланд у землі Тіроль, Австрія.
Гріс-ам-Бреннер лежить на висоті  1165 м над рівнем моря і займає площу  55,8 км². Громада налічує 1287 мешканців. 
Густота населення 23/км².  
Громада лежить поблизу від перевалу Бреннер, в австрійській частині долини Віппталь неподалік від кордону з Італією. Раніше тут була митниця. 
|                                          |
| Гріс-ам-Бреннер на мапі округу та землі. |

 Адреса управління громади: Gries 73, 6156 Gries am Brenner.

## Демографія
Історична динаміка населення міста за даними сайту Statistik Austria

## Виноски
1. ↑  Dauersiedlungsraum der Gemeinden Politischen Bezirke und Bundesländer - Gebietsstand 1.1.2018 — Статистичне управління Австрії.
2. ↑  https://www.statistik.at/blickgem/blick1/g70313.pdf
3. ↑  www.griesambrenner.tirol.gv.at. Архів оригіналу за 23 жовтня 2016. Процитовано 16 липня 2013.
4. ↑  Gemeindedaten von Gries am Brenner. Архів оригіналу за 5 серпня 2012. Процитовано 16 липня 2013.

| Австрія | Це незавершена стаття з географії Австрії. Ви можете допомогти проєкту, виправивши або дописавши її. |